# Alexander Hall (futbolista)
Alexander Noble Hall (Peterhead, Aberdeenshire, 3 de desembre de 1880 - Toronto, 25 de setembre de 1943) va ser un futbolista escocès de naixement però nacionalitzat canadenc en emigrar de jove al Canadà que va competir a principis del segle xx. El 1904 va prendre part en els Jocs Olímpics de Saint Louis, on guanyà la medalla d'or en la competició de futbol com a membre del Galt F.C., que representava el Canadà. Amb tres gols fou el màxim golejador de la competició, igualat amb el seu compatriota Tom Taylor.
Posteriorment tornà a Europa, on jugà professionalment al Newcastle United FC, el Dundee i el Dunfermline Athletic. Durant la Primera Guerra Mundial va servir en l'exèrcit britànic i en acabar tornà al Canadà.